# Viaduc Sainte-Marie

Le viaduc Sainte-Marie est un viaduc ferroviaire en maçonnerie de 52 m de haut situé sur la commune des Houches en Haute-Savoie qui permet à la ligne de Saint-Gervais-les-Bains-Le Fayet à Vallorcine d’enjamber l'Arve. Le viaduc en pierre a été construit entre 1895 et 1900.

## Construction
Le tracé de la ligne devait initialement suivre la rive gauche de l'Arve pour s'approcher du village des Houches sans franchir la rivière. Or en 1895, une crue du torrent de la Griaz descendant du glacier homonyme emporte un pont et fait réviser le projet. Pour s'écarter de la zone dangereuse, il est nécessaire de passer en rive droite et donc de traverser l'Arve.
Le projet de viaduc comporte à l'origine un tablier métallique central de 50 m de long mais les autorités militaires l'estiment trop facilement destructible et exigent une construction en pierre.
L’ouverture au public du tronçon Le-Fayet-Chamonix a lieu le 25 juillet 1901.

## Description
Situé au kilomètre 10,732 de la ligne, le viaduc en forme de S comporte 7 arches de 15 m et une arche centrale de 25 m. Sa longueur totale est d'environ 130 m. Il surplombe l’Arve de 52 m.
Les piles latérales font 4,3 m de côté et 6,4 m pour la grande arche. La plate-forme est en rampe de 20 mm/m,.
Le viaduc franchit également la voie double descendante de la route nationale 205.

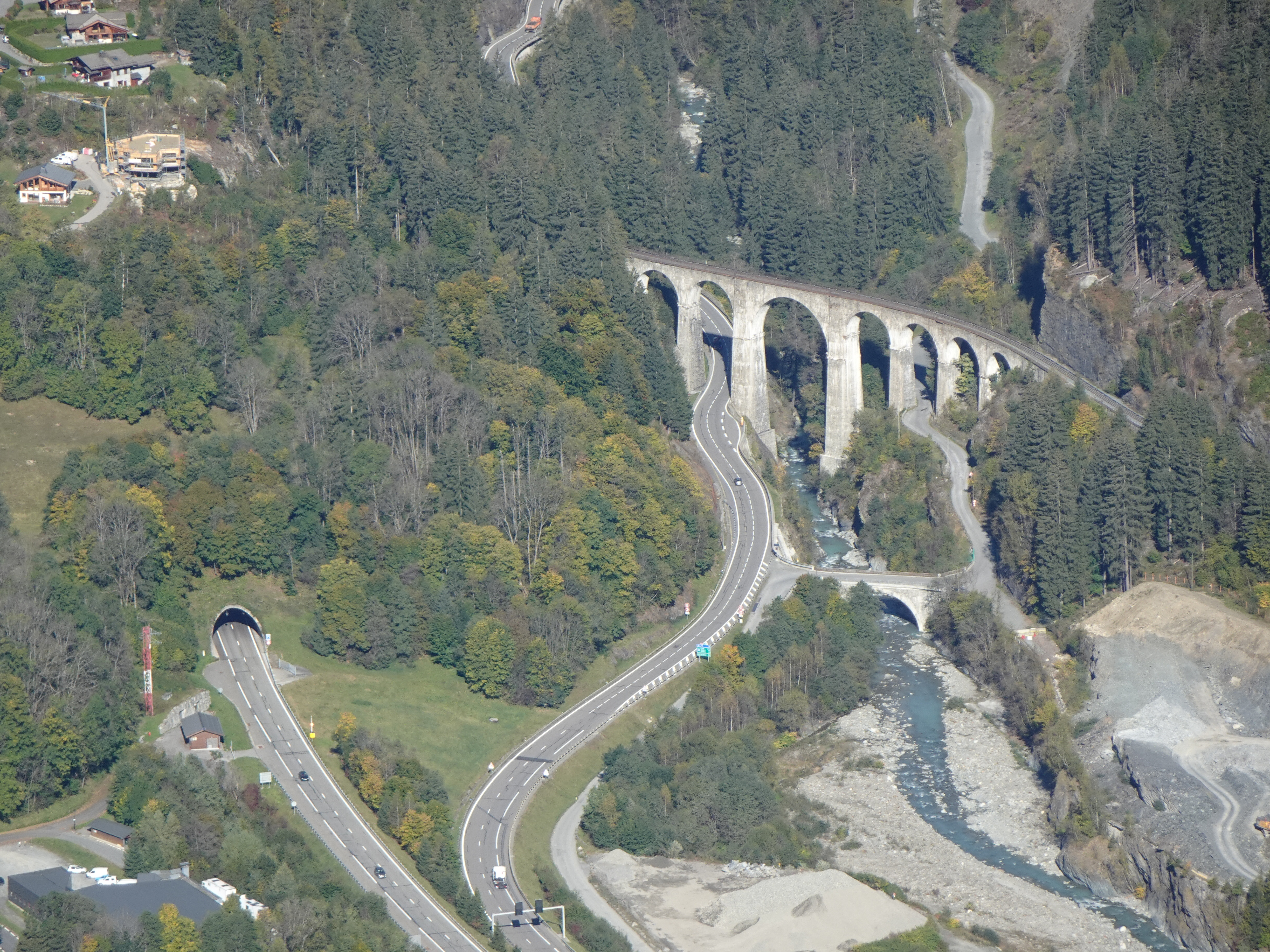
Vue aérienne.
Le viaduc en 1909.
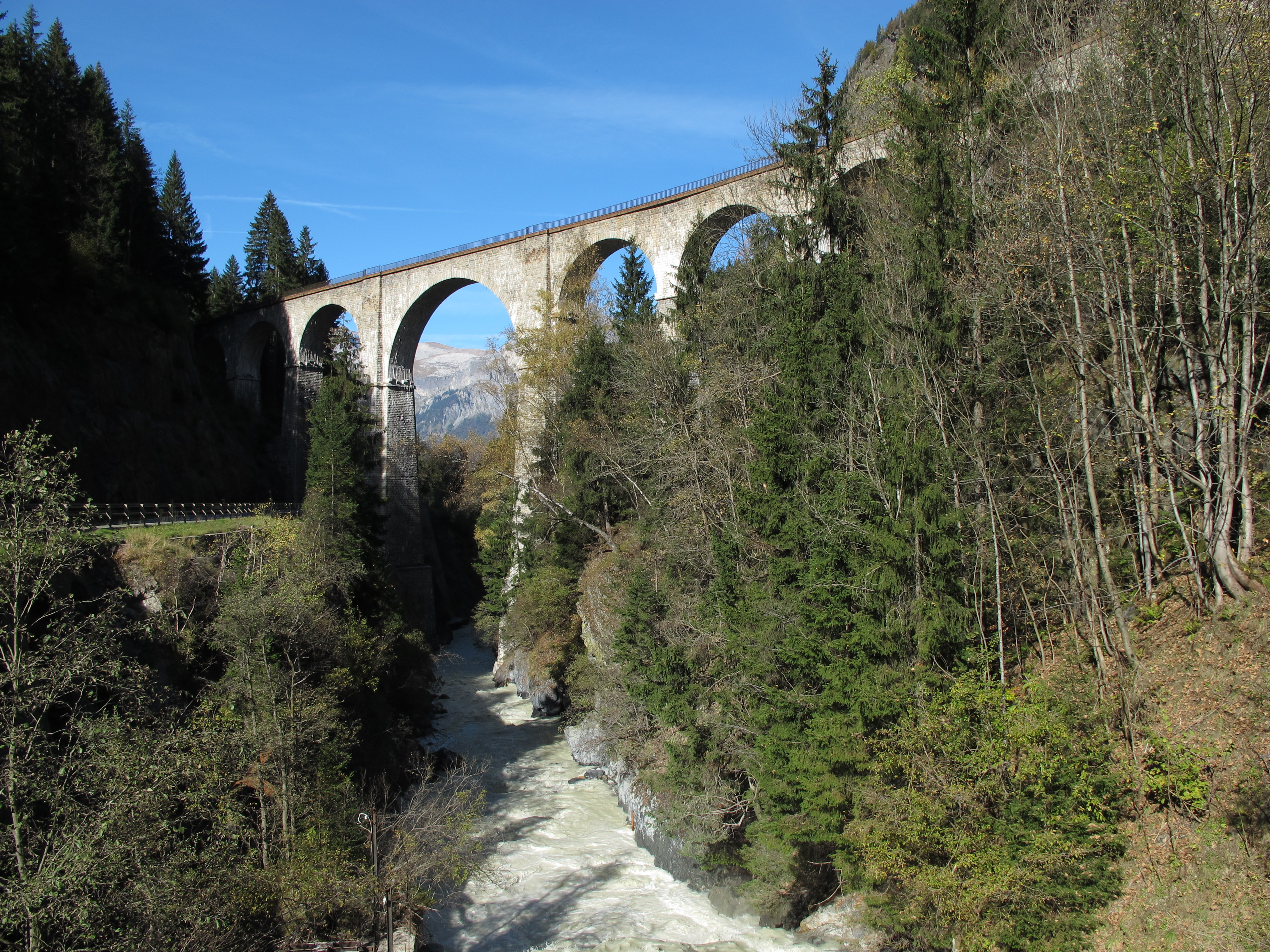
Le viaduc et l'Arve.
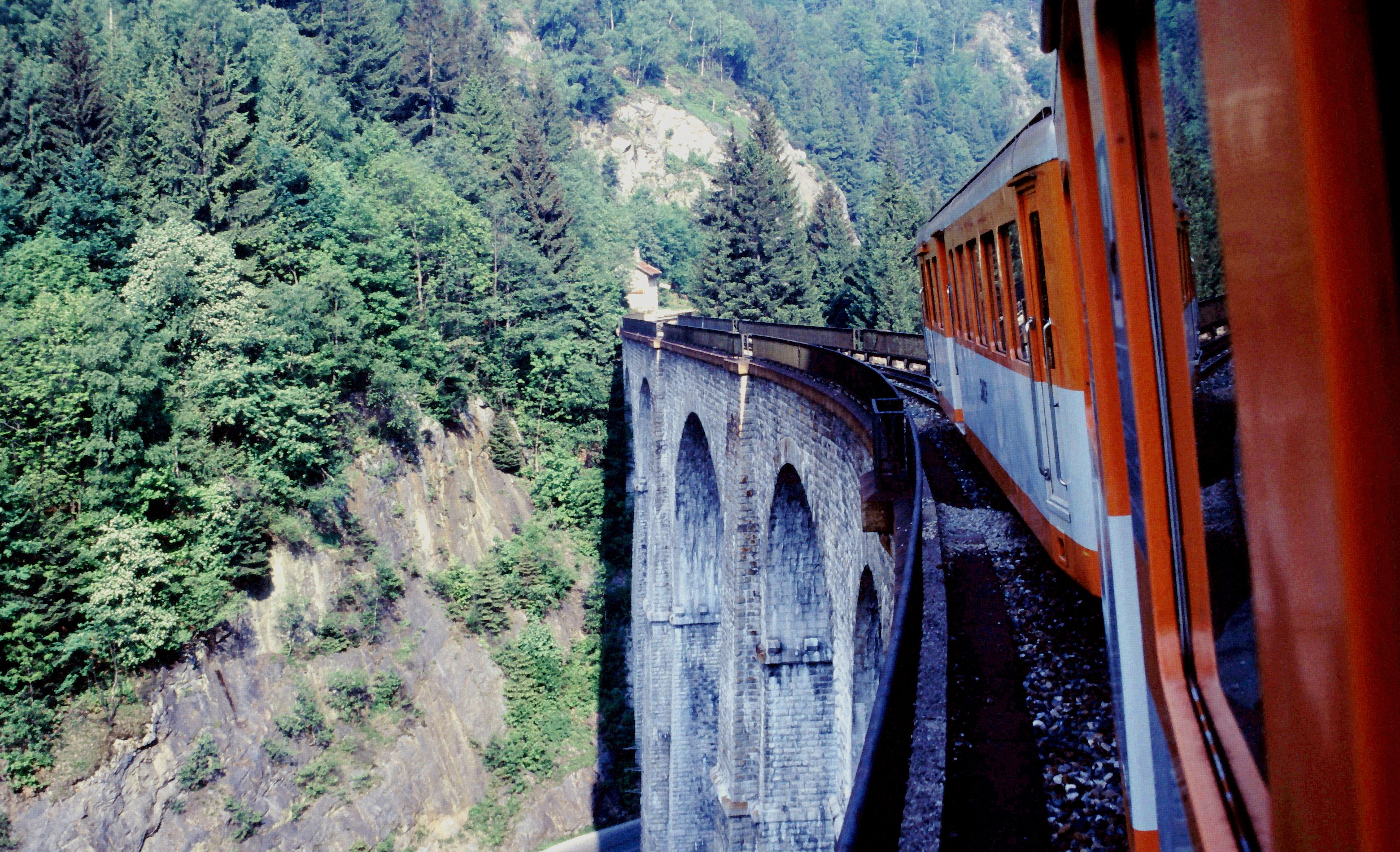
Sur le viaduc.

## Sources
- Viaduc Sainte-Marie sur Structurae.